# الن هنینگ (امدادگر)
الن هنینگ (۱۵ اوت ۱۹۶۷ – ۳ اکتبر ۲۰۱۴) امدادگر بریتانیایی بود. او در ۳ اکتبر ۲۰۱۴ چهارمین گروگان غربی بود که توسط داعش سرش بریده شد.